# Lac Lemoine (Val-d'Or)
Pour les articles homonymes, voir Lemoine.
Le lac Lemoine est un plan d'eau douce la ville de Val d’Or (secteur de Dubuisson), dans la municipalité régionale de comté (MRC) de la La Vallée-de-l'Or, dans la région administrative de l’Abitibi-Témiscamingue, dans la province de Québec, au Canada.
Les activités récréotouristiques constituent la principale activité économique du secteur. La villégiature s’est développée surtout sur les rives Nord-Ouest et Nord-Est du lac. Ce lac comporte de belles plages sur une grande portion de sa rive orientale. Une route riveraine dessert ces secteurs de villégiature de la partie Nord du lac.
Annuellement, la surface de la rivière est généralement gelée de la mi-novembre à la fin avril, néanmoins, la période de circulation sécuritaire sur la glace est habituellement de la mi-décembre au début d’avril.

## Géographie
Ce lac comporte une longueur de 30,0 km formé en longueur et orienté vers le Nord-Est, une largeur maximale de 2,6 km et une altitude de 296 m. Il s’approvisionne surtout de la décharge du lac Mourier (Rivière-Héva) par un détroit de 11,7 km (venant du Sud-Ouest), ainsi que de plusieurs ruisseaux dont le ruisseau Desmarais (lequel se déverse dans la baie Noire, située au Sud du lac Lemoine).
La presqu’île désignée « Pointe à Boisvert » s’avance sur environ 0,8 km vers l’Est à partir de la rive Nord-Ouest, délimitant ainsi la partie Nord du lac.
Le lac Lemoine se déverse par sa rive Nord dans la rivière Thompson (lac De Montigny) laquelle se dirige vers le Nord, pour rejoindre le Lac De Montigny. À partir de l’embouchure de la rivière Thompson (lac De Montigny), le courant traverse le Lac De Montigny vers le Nord pour aller se déverser sur la rive Sud du lac Matagami. Ce dernier se déverse à son tour dans la rivière Nottaway, un affluent de la Baie de Rupert qui est connexe à la Baie James.
L’embouchure du lac Lemoine est localisé à :
- 24,4 km au Sud-Est de la confluence de la rivière Harricana et du lac Malartic ;
- 12,4 km au Sud de l’embouchure du lac De Montigny ;
- 4,7 km au Sud du Lac De Montigny (soit l’embouchure de la rivière Thompson (lac De Montigny) ;
- 7,0 km au Sud-Ouest du centre-ville de Val-d’Or[1].

Les principaux bassins versants voisins du lac Lemoine sont :
- côté Nord : rivière Thompson (lac De Montigny), lac De Montigny, rivière Harricana ;
- côté Est : lac Sabourin, rivière Sabourin, rivière Bourlamaque, ruisseau Desmarais ;
- côté Sud : ruisseau Desmarais, réservoir Decelles, rivière des Outaouais ;
- côté Ouest : lac Fournière, rivière Fournière.

## Toponymie
Jadis ce lac était désigné « lac Kakinokamak », signifiant « lac long », nom qui est indiqué sur la carte de John Bignell en 1894. L'arpenteur Bignell lui attribuait également l'appellation de Lac Lemoine. Cette dernière désignation toponymique est indiquée comme nouvelle appellation dans le premier rapport de la Commission de géographie du Québec de 1916.
Cet hydronyme évoque l'œuvre apostolique et linguistique du père oblat Georges Lemoine (1860-1912). Né à Longueuil, il fit ses études à Ottawa où il devint prêtre en 1888. À la suite de son ordination, il a été assigné en mission auprès des Innus à Betsiamites (maintenant Pessamit) (1888-1899), puis à Pointe-Bleue (maintenant Mashteuiatsh) (1899-1902). Le père Lemoine séjourne successivement chez les Algonquins, les Têtes-de-Boule et les Cris dans les régions de Maniwaki, du Haut-Saint-Maurice et de Waswanipi. Il revient brièvement à Pointe-Bleue (1907-1910) et ira terminer ses jours à Mattawa, en Ontario.
Le père Lemoine est l'auteur de plusieurs ouvrages manuscrits ou publiés, en langue innue et en algonquin, notamment le Dictionnaire français-montagnais, en 1901, une Histoire Sainte, en langue innue, et un Dictionnaire français-algonquin, en 1909. Dans le Bulletin des Recherches Historiques, volume XVIII, mai 1912, page 140, il est mentionné : « LEMOINE, lac. - C'est le nom d'un ancien missionnaire et d'un linguiste des plus distingués, décédé au commencement de l'année 1912. Le R. P. Geo. Lamoine, a aussi rédigé un dictionnaire montagnais et un dictionnaire français-algonquin. »
Le toponyme "lac Lemoine" a été officialisé le 5 décembre 1968 par la Commission de toponymie du Québec, soit lors de sa création.